# Ungulilaimella bulbosa
Ungulilaimella bulbosa is een rondwormensoort uit de familie van de Microlaimidae. De wetenschappelijke naam van de soort is voor het eerst geldig gepubliceerd in 1958 door Allgén.